# Jakub Biskup
Jakub Biskup (ur. 8 maja 1983 w Pucku) – polski piłkarz grający na pozycji pomocnika.
Jest wychowankiem klubu Bałtyk Gdynia, skąd przeszedł do drużyny Kaszuby Połchowo. Następnie trafił do Kaszubii Kościerzyna, a później do Lechii Gdańsk. W barwach tego klubu grał w II lidze, gdzie rozegrał 26 meczów i zdobył 1 bramkę. Przed sezonem 2006/2007 trafił do Odry Wodzisław Śląski. W jej barwach rozegrał 44 mecze i strzelił 2 bramki. W latach 2008–2009 był piłkarzem ŁKS Łódź, a latem 2009 przeszedł do Piasta Gliwice. 24 czerwca 2011 roku został piłkarzem Termaliki Bruk-Bet Nieciecza, z którą w 2015 awansował do Ekstraklasy. Od sezonu 2016/2017 występował w Chojniczance Chojnice. Od sezonu 2018/2019 ponownie gra w Bałtyku Gdynia.
Młodszy brat Michała Biskupa, byłego piłkarza.